# 오늘, 우리 2
"오늘, 우리 2"(Today, Together 2)는 한국에서 제작된 이준섭 감독의 2021년 드라마 영화이다. 오늘, 우리의 후속 작품이다. 기주봉 등이 주연으로 출연하였고 서장혁 등이 제작에 참여하였다.

## 출연

### 주연
- 기주봉
- 박세준
- 신지이
- 손정윤
- 함상훈
- 이상운
- 차미정
- 김현목
- 한태경
- 최윤우

### 조연
- 장유 : 경비 역
- 송요셉
- 남연우
- 김광섭
- 김정미
- 이성우
- 김인수
- 홍윤희
- 변중희
- 김명선
- 심보섭
- 이은민
- 한기윤
- 권반석
- 홍예지
- 최승용
- 문성일

## 제작진
- 프로듀서: 김현영
- 제작부: 강찬영
- 제작부: 하수진
- 제작부: 허윤
- 제작부: 곽기환
- 제작부: 김현종
- 제작부: 안희주
- 촬영부: 김영욱
- 촬영부: 신규민
- 촬영부: 정지우
- 촬영부: 강민구
- 촬영부: 정하림
- 촬영부: 정찬영
- 촬영부: 박규선
- 촬영부: 윤건호
- 촬영부: 이신일
- 촬영부: 김호
- 촬영부: 박민지
- 촬영부: 조다연
- 촬영부: 박정빈
- 조명: 채정석
- 조명: 이재준
- 연출부: 강창호
- 연출부: 최단아
- 연출부: 박솔이
- 연출부: 김민경
- 연출부: 이수빈
- 연출부: 남승민
- 연출부: 이호선
- 연출부: 이하경
- 연출부: 이관헌
- 연출부: 심달기
- 연출부: 김윤주
- 연출부: 남규리
- 연출부: 이현빈
- 스크립터: 오우람
- 스크립터: 권예지
- 조감독: 김동이
- 조감독: 임의준
- 조감독: 권희건
- 동시녹음: 이주영
- 동시녹음: 오정민
- 동시녹음: 이얀카
- 녹음: 송승현
- 녹음: 이진욱
- 붐오퍼레이터: 김채현
- 붐오퍼레이터: 김주호
- 믹싱: 정성환
- 믹싱: 문서영
- 믹싱: 김주호
- 사운드: 강지현
- 사운드디자인: 정성환
- 미술: 최효주
- 미술: 박사랑
- 미술: 김강희
- 미술팀: 이수빈
- 미술팀: 이미현
- 미술지원: 이지원
- 미술지원: 김명선
- 특수효과: 홍장표
- 시각효과: 김대준
- 시각효과: 남궁윤환
- 시각효과: 한동준
- -무술지도: 정성호
- 의상: 김명선
- 현장편집: 윤건호
- 편집보: 김한
- 마케팅총괄: 최아름
- 동화: 곽재구
- 녹음지원: 문유나
- 녹음지원: 허윤
- 디지털색보정: 오병걸
- 아프리카 의상 협찬: 까르
- 아프리카 소품 협찬: 시비리 사누
- 안무지도: 까르
- 디지털색보정: 임학수
- 디지털색보정: 최현아
- 디지털처리부문: 임학수
- 포스터 디자인: 엄윤채
- 현장스틸: 김연지
- 2D애니메이션: 여장천
- 3D모델링: 김하연
- 3D모델링: 여장천
- 배리어프리영화 자문: 최윤서
- 배리어프리영화 자문: 송영현
- 배급총괄: 다빈
- 배급진행: 문입생
- 배급진행: 채소라
- 포스터 디자인: 이주곤
- 홍보디자인: 신진철
- 온라인 마케팅: 배기정
- 온라인 마케팅: 유병주
- 온라인 마케팅: 류원열
- 온라인 마케팅: 이다혜
- 온라인 마케팅: 이지호
- 온라인 디자인: 구수연
- 온라인 디자인: 장하윤
- 온라인 디자인: 김수연
- 번역: 쥬아리코 마리엘